# Manneville-ès-Plains

Manneville-ès-Plains este o comună în departamentul Seine-Maritime, Franța. În 1 ianuarie 2022 avea o populație de 313 de locuitori.